# Ригач (Россия)
Ригач — деревня в Приморском районе Архангельской области. Входит в состав Лисестровского сельского поселения (муниципальное образование «Лисестровское»).

## Географическое положение
По территории деревни проходят железнодорожные пути, связывающие микрорайоны Турдеевск и Исакогорка городского округа «Город Архангельск». В радиусе 2—3 км к востоку находятся другие населённые пункты Лисестровского сельского поселения, ближайшие — деревни Ширша и Первая Гора.

## Население
Численность населения деревни, по данным Всероссийской переписи населения 2010 года, составляла 2 человека. 
| Население                            | на 1 января 2010 года |
| ------------------------------------ | --------------------- |
| В возрасте до 16 лет                 | 1                     |
| Трудовые ресурсы (из них работающих) | 15 (15)               |
| Пенсионеры                           | 1                     |
| Всего                                | 17                    |
| Прибыло / выбыло (за год)            | 4 / 2                 |
| Родилось / умерло (за год)           | 2 / 0                 |

## Инфраструктура
Жилищный фонд деревни составляет 0,8 тыс. м². Объекты социальной сферы и стационарного торгового обслуживания населения на территории населённого пункта отсутствуют.